# Spectrofluoromètre

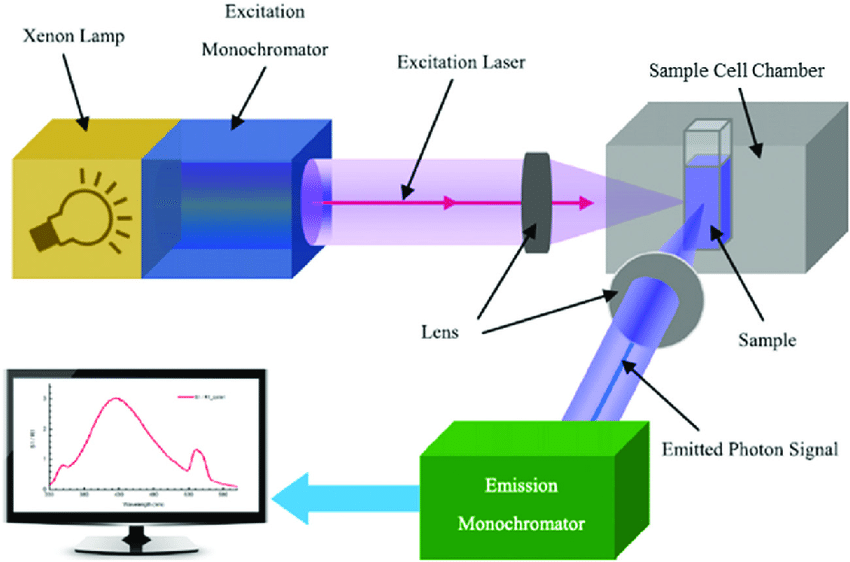
Schéma de l'agencement des composants optiques dans un spectrofluorimètre type

Un spectrofluoromètre (ou encore spectrofluorimètre, ou plus simplement fluoromètre ou fluorimètre) est un instrument de mesure et d'analyse des propriétés de fluorescence de composés chimiques afin d'en déduire des informations sur leurs propriétés luminescentes. 

## Applications
On peut typiquement étudier ces propriétés en fonction de la concentration de différentes espèces (analyse quantitative) et/ou de l'environnement chimique de l'échantillon (analyse qualitative). 
Les deux utilisations typiques sont les suivantes : 
spectroscopie d'émission et spectroscopie d'excitation.
- Pour réaliser un spectre d'émission, on observe le spectre de lumière émise par luminescence pour une longueur d'onde d'excitation donnée.
- Inversement, pour réaliser un spectre d'excitation, on observe la lumière émise par luminescence à une longueur d'onde donnée, et ce pour différentes longueurs d'onde d'excitation.

Les fluoromètres modernes sont capables de détecter des concentrations de molécules fluorescentes aussi faible que 1/1 000 000 000 000 000 000 soit 10−18. Ils ont une large gamme d'emplois en chimie/biochimie, pharmacie/médecine, études environnementales par exemple, en traçage (hydrogéologie).